# Neu! 4
Neu! 4 — четвертий і останній студійний альбом краут-рок гурту Neu!, випущений у жовтні 1995 року. Він був перероблений і перевиданий як Neu '86 у 2010 році.

## Запис
Neu! 4 був записаний і зведений у період з жовтня 1985 по квітень 1986 року на студіях Grundfunk Studio та Dingerland-Lilienthal у Дюссельдорфі, Німеччина, а також на студії Міхаеля Ротера у Форсті, Німеччина. Це був перший раз, коли Ротер і Клаус Дінгер увійшли до студії разом з 1975 року. Однак сесії не були завершені, а запланований альбом був відкинутий.

## Реліз
У 1990-х роках перші три альбоми Neu! були доступні на CD на Germanofon Records, сумнівному лейблі, який нібито базувався у Люксембурзі і спеціалізувався на несанкціонованих і нелегальних перевиданнях альбомів краут-року, які інакше були б недоступні. Germanofon вдалося просунути деякі з їхніх релізів в мейнстрімну дистрибуцію, включаючи три альбоми Neu!. За словами Ротера, Дінгер випустив Neu! 4 «в акті відчаю, як він сам казав» наприкінці 1995 року як відповідь на бутлеги, проти яких Дінгер виступив у примітках до альбому. Neu! 4 був виданий японським лейблом Captain Trip Records без участі, відома чи згоди Ротера. Він дізнався про те, що сталося, лише з телеграми, яка привітала його з виходом альбому. Ротер, пишучи у березні 2007 року, описав цей досвід як «досить болісну катастрофу між Клаусом Дінгером і мною».
Вихід Neu! 4 загострив розбіжності між Ротером і Дінгером, через що перші три альбоми Neu! не були офіційно видані на CD до 2001 року. Угода 2000 року між Ротером і Дінгером, яка призвела до випуску CD на Astralwerks у США і Grönland Records у Великобританії та Європі, вимагала відкликання Neu! 4, і з тих пір він не видавався.
Незважаючи на постійні заперечення Ротера проти початкового рішення Дінгера випустити Neu! 4 і його часто висловлювану думку, «що [Neu! 4] не є легальним/справжнім альбомом Neu!», Ротер не заперечував проти того, щоб шанувальники купували цей диск з рук, і завжди залишав відкритою можливість того, що Neu! 4 може бути перевиданий легально за його згодою у майбутньому. Ротер і Дінгер намагалися домовитися про таке перевидання після офіційного перевидання перших трьох альбомів. У березні 2007 року Ротер назвав нездатність досягти такої угоди «прикрою». Після смерті Дінгера у 2008 році така угода здавалася малоймовірною.

## Neu! '86
На початку 2010 року Ротер оголосив, що він уклав угоду зі спадкоємицею Дінгера, Мікі Юї, і повністю ремастерував альбом з оригінальних багатодоріжкових і майстер-стрічок, щоб випустити Neu! '86, який він назвав «нашим четвертим студійним альбомом».
Новий альбом мав кілька спільних треків з оригінальним релізом, але містив кілька нових або реміксованих композицій.

## Трек-лист

### Neu! 4(1995)
Всі пісні написані Клаусом Дінгером і Міхаелем Ротером.
| #   | Назва                                   | Тривалість |
| --- | --------------------------------------- | ---------- |
| 1.  | «Nazionale»                             | 3:11       |
| 2.  | «Crazy»                                 | 3:15       |
| 3.  | «Flying Dutchman»                       | 3:56       |
| 4.  | «Schöne Welle (Nice Wave)»              | 4:30       |
| 5.  | «Wave Naturelle»                        | 5:37       |
| 6.  | «Good Life (Random-Rough)»              | 3:51       |
| 7.  | «'86 Commercial Trash»                  | 3:18       |
| 8.  | «Fly Dutch II»                          | 5:06       |
| 9.  | «Dänzing»                               | 5:08       |
| 10. | «Quick Wave Machinelle»                 | 3:46       |
| 11. | «Bush-Drum»                             | 3:10       |
| 12. | «La Bomba (Stop Apartheid World-Wide!)» | 5:59       |
| 13. | «Good Life»                             | 3:42       |
| 14. | «Elanoizan»                             | 3:24       |

### Neu! '86(2010)
Всі пісні написані Клаусом Дінгером і Міхаелем Ротером.
| #   | Назва                                   | Назва у Neu! 4                          | Тривалість |
| --- | --------------------------------------- | --------------------------------------- | ---------- |
| 1.  | «Intro (Haydn slo-mo)»                  | "Nazionale"                             | 0:33       |
| 2.  | «Dänzing»                               | "Dänzing"                               | 5:05       |
| 3.  | «Crazy»                                 | "Crazy"                                 | 3:14       |
| 4.  | «Drive (Grundfunken)»                   | новий трек                              | 5:13       |
| 5.  | «La Bomba (Stop Apartheid World-Wide!)» | "La Bomba (Stop Apartheid World-Wide!)" | 5:30       |
| 6.  | «Elanoizan»                             | "Elanoizan"                             | 2:31       |
| 7.  | «Wave Mother»                           | "Wave Naturelle"                        | 4:52       |
| 8.  | «Paradise Walk»                         | новий трек                              | 5:11       |
| 9.  | «Euphoria»                              | "Quick Wave Machinelle"                 | 3:57       |
| 10. | «Vier 1/2»                              | "Fly Dutch II" and "Dänzing"            | 1:01       |
| 11. | «Good Life»                             | "Good Life"                             | 3:41       |
| 12. | «November»                              | "Schöne Welle (Nice Wave)"              | 1:42       |
| 13. | «KD»                                    | "La Bomba (Stop Apartheid World-Wide!)" | 1:55       |

## Personnel
| Neu! - Клаус Дінгер і Міхаель Ротер — продюсування, запис, зведення, виконання, програмування - Клаус Дінгер — вокал, гітара, OB8, мікс, барабани, перкусія, програми, інше обладнання - Міхаель Ротер — Fairlight, синтезатор, гітара, бас, вокал, програми, інше обладнання Додатковий персонал - Ґіґі — барабани (6, 13) - Конрад — бас (5, 6, 13) - Йохен і Бріджит — вокал (12) Технічний персонал - Міхаель Ґрунд — звукорежисер - Клаус Дінгер — художнє оформлення, редагування - Клаус Дінгер і Кен Мацутані — обкладинка - Томас Дінгер, Клаус Дінгер — оригінальні фото - The Editor (Клаус Дінгер) — примітки | Neu! - Клаус Дінгер і Міхаель Ротер — продюсування, запис, зведення, виконання, програмування - Клаус Дінгер — вокал, барабани, гітара, клавішні - Міхаель Ротер — гітара, бас, клавішні, Fairlight Music Computer, реміксування Додатковий персонал - Георг Зессенхаузен — барабани (3, 4, 8, 11) - Міхаель Ґрунд — бас, звуки перкусії (8) - Йохен і Бріджит — вокал (5) Технічний персонал - Міхаель Ґрунд — звукорежисер (основний запис треків 3-5, 7, 8) - Міхаель Ротер — зміна оригінальних майстер- і багатодоріжкових стрічок (липень–грудень 2009) - Том Меєр — мастеринг (Master and Servant, Гамбург, січень 2010) - Клаус Дінгер — оригінальна обкладинка - Вальтер Шенауер, Мікі Юї, Міхаель Ротер — обкладинка альбому адаптації 2010 - Міхаель Ротер — Polaroid і Grundfunk - Клаус Дінгер — малюнки - la.dusseldorf.de — портрети з відеокадрів |